# ほしいもパラダイスシリーズ
ほしいもパラダイスシリーズは、声優、花澤香菜原案のオリジナルキャラクターが登場するドラマ及び一次創作物の総称である。

## 概要
『香菜とあゆみのまよらじ』第1回「こんなん出ました」で初めて干し芋子の原案プロトタイプが公表され、以後、文化放送制作のストリーミングサービスである超!A&G+のラジオ番組『花澤香菜のひとりでできるかな?』で、パーソナリティーである花澤がゲストを引き込みつつ計画を進行させる。同番組第23回の公開録音では、株式会社!ほしいもプロジェクト企画により、ついに『ほしいもパラダイス 〜乾物を越えた愛〜』のオンエアーにまで至る。以来、アニメ化を目標に構想が練り続けられている。

## 世界観
地球で干されてしまった人々で構成されている「乾物の国」は、お互い皆励まし合って生活している安らぎの場所である。人口の70%は干し芋で、住人の多くの乾物達は地球上でひどい干され方をした過去のために、ショックで表情が常に半笑いになっている。

## 干し芋子
御形屋はるか原作の『ぽてまよ』3巻に登場した初期の干し芋子は、食べ物は干した方が美味いということを布教しに中国から来た。いつも口を開けているぽてまよに自分の頭をあげる。ドライトマトなど、ドライな予備軍を沢山引き連れている。中でも、干し芋は渋いので説得力があり、リーダー格。

## ドラマシリーズ
- ほしいもパラダイス 〜乾物を越えた愛〜
- ほしいもパラダイス2 〜万能ネギ男を救出せよ!〜